# Gran Premi de la Xina del 2005
Resultats del Gran Premi de la Xina de la temporada 2005, disputat al circuit de Xangai, el 16 d'octubre del 2005.

## Classificació
| Pos | No | Pilot                | Equip               | Voltes | Temps/ Retirada           | Pos. de sortida | Punts |
| --- | -- | -------------------- | ------------------- | ------ | ------------------------- | --------------- | ----- |
| 1   | 5  | Fernando Alonso      | Renault             | 56     | 1h 39' 53. 618            | 1               | 10    |
| 2   | 9  | Kimi Räikkönen       | McLaren - Mercedes  | 56     | + 4.0 s                   | 3               | 8     |
| 3   | 17 | Ralf Schumacher      | Toyota              | 56     | + 25.3 s                  | 9               | 6     |
| 4   | 6  | Giancarlo Fisichella | Renault             | 56     | + 26.1 s                  | 2               | 5     |
| 5   | 15 | Christian Klien      | Red Bull - Cosworth | 56     | + 31.8 s                  | 14              | 4     |
| 6   | 12 | Felipe Massa         | Sauber - Petronas   | 56     | + 36.4 s                  | 11              | 3     |
| 7   | 7  | Mark Webber          | Williams - BMW      | 56     | + 36.8 s                  | 10              | 2     |
| 8   | 3  | Jenson Button        | BAR - Honda         | 56     | + 41.2 s                  | 4               | 1     |
| 9   | 14 | David Coulthard      | Red Bull - Cosworth | 56     | + 44.2 s                  | 7               |       |
| 10  | 11 | Jacques Villeneuve   | Sauber - Petronas   | 56     | + 59.9 s                  | 16              |       |
| 11  | 18 | Tiago Monteiro       | Jordan - Toyota     | 56     | + 1' 24.6 min.            | 19              |       |
| 12  | 2  | Rubens Barrichello   | Ferrari             | 56     | + 1' 32.8 min.            | 8               |       |
| 13  | 8  | Antônio Pizzonia     | Williams - BMW      | 55     | Punxada (a 1 v.)          | 13              |       |
| 14  | 20 | Robert Doornbos      | Minardi - Cosworth  | 55     | Sense combustible (a 1v.) | 20              |       |
| 15  | 16 | Jarno Trulli         | Toyota              | 55     | + 1 Volta                 | 12              |       |
| 16  | 21 | Christijan Albers    | Minardi - Cosworth  | 50     | Cargol roda (a 6 v.)      | 18              |       |
| Ret | 4  | Takuma Sato          | BAR - Honda         | 34     | Caixa canvi               | 17              |       |
| Ret | 19 | Narain Karthikeyan   | Jordan - Toyota     | 28     | Accident                  | 15              |       |
| Ret | 10 | Juan Pablo Montoya   | McLaren - Mercedes  | 24     | Motor                     | 5               |       |
| Ret | 1  | Michael Schumacher   | Ferrari             | 20     | Accident                  | 6               |       |

## Altres
- Pole: Fernando Alonso 1' 34. 080

- Volta ràpida: Kimi Räikkönen 1' 33. 242 (a la volta 56)